# Kalmár Henrik
Kalmár Henrik, 1896-ig Kohn Elkán (Pozsony, 1870. március 25. – Pozsony, 1931. június 23.) szociáldemokrata agitátor, politikus, nyomdász, népbiztos.

## Élete
Anyja Grünhut Júlia, apja Kohn József, vallása izraelita. Szociáldemokrata agitátorként tevékenykedett, ezért az 1880-as évek második felében kitoloncolták Budapestről. Ezt követően részt vett a pozsonyi munkásmozgalomban, az ottani SZDP-nek lett titkára, valamint a Westungarische Volksstimme szerkesztője. 1898. április 16-án Budapesten, a Terézvárosban házasságot kötött Binder Antónia Rózával, Binder Pál és Magedin Teréz lányával. Az egyik tanú Bokányi Dezső volt.
1914. januárjában rövid időre Wittich Pállal együtt letartóztatták. 1914 májusában elhagyta Pozsonyt, hogy átvegye Budapesten a párt német nyelvű központi lapjának, a Volksstimmenek a szerkesztését.
A Károlyi Mihály-kormányban a német nemzetiségi minisztérium államtitkári posztját töltötte be, a Magyarországi Tanácsköztársaság alatt a német ügyek népbiztosaként tevékenykedett. 1919. augusztus 15-én letartóztatták és a népbiztosperben életfogytiglan tartó fegyházbüntetésre ítélték. A szovjet-magyar fogolycsere-akció során kicserélték, majd Csehszlovákiába ment, később a újfent pozsonyi szociáldemokrata mozgalomban vett részt.